# Yuan Sijun
Yuan Sijun (chiń. 袁思俊) (ur. 29 maja 2000 w Nanchang) – chiński zawodowy snookerzysta. Plasuje się na 75. miejscu pod względem zdobytych setek w profesjonalnych turniejach, ma ich łącznie 121.

## Kariera
Yuan zaczął grać w snookera w wieku 10 lat i w wieku od 13 do 16 lat brał udział w wielu turniejach zawodowych z dziką kartą. Yuan po raz pierwszy zwrócił na siebie uwagę w 2016 roku, kiedy w wieku 15 lat pokonał 13 zawodnika na świecie Martina Goulda w wygranym 5–0 meczu otwarcia turnieju China Open 2016. Następnie przegrał 2–5 z Graeme’em Dottem. Co ciekawe, gdy w październiku 2016 r. ponownie zmierzył się z Martinem Gouldem podczas turnieju Shanghai Masters, osiągnął ten sam wynik, wygrywając 5–0.
W 2015 roku Yuan wziął udział w Mistrzostwach Azji U-21 w Snookerze 2015 ACBS, w których dotarł do finału, ale ostatecznie przegrał z Akanim Songsermsawadem. Dwa lata później Yuan ponownie dotarł do finału, w którym pokonał Fana Zhengyi 6–2 i zdobył tytuł Azjatyckiego Mistrza U-21; w rezultacie otrzymał dwuletnią kartę na profesjonalny World Snooker Tour na sezony 2017/2018 i 2018/2019. Yuan rozpoczął sezon 2017/2018 jako najmłodszy zawodnik w zawodowym tourze.

### Sezon 2017/2018
Pierwszym meczem Yuana jako profesjonalisty była minimalna przegrana z Oliverem Linesem w kwalifikacjach do turnieju Riga Masters 2017, która miała miejsce 31 maja 2017, dwa dni po jego 17. urodzinach. Jego pierwszym zwycięstwem było pokonanie Allana Taylora 4–2 w eliminacjach European Masters. Najlepsze zwycięstwa Yuana to 4–1 nad Joe Perrym w English Open (w tym dwa breaki stupunktowe) i 5–4 nad Shaunem Murphym w Shanghai Masters. Na Mistrzostwach Świata pokonał Fergala O’Briena 10–5, a następnie przegrał 9–10 z Matthew Stevensem, pomimo prowadzenia 9–7 i zmarnowania kilku szans na zwycięstwo. Yuan odniósł w sumie tylko 8 zwycięstw w swoim pierwszym sezonie i zakończył sezon na 92. miejscu.

### Sezon 2018/2019
Dzięki zwycięstwom nad Rickym Waldenem, Alexandrem Ursenbacherem, Ding Junhui i Markiem Kingiem Yuan dotarł do swojego pierwszego ćwierćfinału w China Championship, gdzie przegrał z numerem jeden na świecie, Markiem Selbym. Przez kolejne miesiące robił stałe postępy, pokonując takich zawodników jak Mark Allen i Kyren Wilson. W turnieju German Masters pokonał czterokrotnego mistrza świata Johna Higginsa 5–4 na ostatniej czarnej bili, co wywołało pewne kontrowersje, ponieważ bila biała dotknęła pozostałych (faul) po tym, jak zawodnicy uścisnęli sobie dłonie.
Dobre wyniki Yuana w pierwszej połowie sezonu 2018/19 pozwoliły mu znaleźć się w czołowej 32. w rankingu jednorocznym, kwalifikując się tym samym do World Grand Prix w Cheltenham. Pokonał mistrza świata Marka Williamsa 4–3 i Stephena Maguire’a 4–2, docierając tym samym do swojego drugiego ćwierćfinału, w którym przegrał ze swoim współlokatorem Xiao Guodongiem 5–4.
Tuż przed swoimi 19. urodzinami Yuan poczynił niezwykłe postępy w sezonie 2018/19. Zyskał uznanie komentatorów: Jimmy’ego White’a, Ronniego O’Sullivana i Stephena Hendry’ego, którzy opisali go jako „jednego z najlepszych młodych zawodników od czasów takich gwiazd jak Ding Junhui, Ronnie O’Sullivan, Mark Williams czy John Higgins”.

### Sezon 2019/2020
W International Championship Yuan poniósł bolesną porażkę na ostatniehj czarnej w meczu z Shaunem Murphym 5–6, pomimo zdobycia 8 breaków powyżej 50. To przyczyniło się do spadku formy. Do 1/8 finału dotarł tylko raz, podczas turnieju Northern Ireland Open. Wraz z nadejściem COVID-19 sezon snookera został zawieszony. Yuan Sijun wrócił do Nanchangu, ale nie mógł grać w snookera z powodu ograniczeń związanych z lockdownem. Nie wrócił na przełożone Mistrzostwa Świata.

### Sezon 2020/2021
Yuan Sijun wrócił z Chin we wrześniu 2020  po zawieszeniu rozgrywek z powodu COVID-19, nie biorąc udziału w rozgrywkach przez 6 miesięcy. To przyczyniło się do słabego sezonu. Najbardziej znaczącym osiągnięciem Yuana było dotarcie do trzeciej rundy turnieju Northern Ireland Open, w którym pokonał bliskiego przyjaciela Luo Honghao i Toma Forda, a następnie przegrał 0-4 z Ding Junhui.
W Mistrzostwach Świata przegrał swój pierwszy mecz z Rodem Lawlerem 5-6, nie trafiając prostej różowej w ostatniej partii. Ta porażka oznaczała, że spadł z ligi.

### Sezon 2021/2022
Yuan Sijun zgłosił się do Q School 2021, aby spróbować odzyskać swoją kartę zawodową. Odniósł sukces już w pierwszym turnieju, pokonując Mitchella Manna 4–2 w meczu finałowym.
Najlepszym wynikiem Yuana w sezonie 2021/2022 był występ w trzeciej rundzie European Masters, w której pokonał Stuarta Carringtona i Ricky’ego Waldena, a następnie przegrał z Liang Wenbo. Zdobył także zwycięstwa nad Mattem Seltem, Barrym Hawkinsem i Markiem Davisem. Na Mistrzostwach Świata po raz pierwszy dotarł do ostatniej rundy kwalifikacyjnej, pokonując Rossa Muira i Stevena Hallwortha 6-3 oraz Ryana Daya 6-1, zanim przegrał 7-10 z Liamem Highfieldem. Yuan zakończył sezon na 68. miejscu.

### Sezon 2022/2023
Pierwszym turniejem sezonu 2022/2023 była letnia Championship League. Yuan Sijun wygrał swoją pierwszą rundę grupową, pokonując Barry’ego Hawkinsa, Kena Doherty’ego i Lei Peifana, nie tracąc ani jednego frejma. W grupie drugiej kontynuował dobrą passę, pokonując mistrza świata Ronniego O’Sullivana 3–0. Natomiast remisy 2:2 z Alim Carterem i Pang Junxu sprawiły, że zajął 2. miejsce w grupie.

## Życie prywatne
Na początku sezonu 2018/2019 Yuan Sijun przeprowadził się do Darlington i zaczął pracę w Q House Academy, prowadzonej przez Chusaka Phetmalaikula. W 2020 roku przeniósł się do nowo otwartej Akademii Snookera Ding Junhui w Sheffield.

## Występy w turniejach w karierze
Dane na podstawie Snooker.org.

### Turnieje rankingowe
| Turnieje                     | 2013 /14            | 2014 /15            | 2015 /16            | 2016 /17            | 2017 /18            | 2018 /19            | 2019 /20            | 2020 /21      | 2021 /22      | 2022 /23      | 2023 /24      | 2024 /25 | 2025 /26 |
| ---------------------------- | ------------------- | ------------------- | ------------------- | ------------------- | ------------------- | ------------------- | ------------------- | ------------- | ------------- | ------------- | ------------- | -------- | -------- |
| Ranking                      |                     | [ a ]               | [ a ]               | [ a ]               |                     | 71                  | 53                  | 45            |               | 68            | 50            | 38       | 30       |
| Championship League          | nierankingowy Event | nierankingowy Event | nierankingowy Event | nierankingowy Event | nierankingowy Event | nierankingowy Event | nierankingowy Event | RR            | RR            | 2R            | RR            | RR       | 2R       |
| Saudi Arabia Snooker Masters | nie rozegrano       | nie rozegrano       | nie rozegrano       | nie rozegrano       | nie rozegrano       | nie rozegrano       | nie rozegrano       | nie rozegrano | nie rozegrano | nie rozegrano | nie rozegrano | 5R       | 5R       |
| Wuhan Open                   | nie rozegrano       | nie rozegrano       | nie rozegrano       | nie rozegrano       | nie rozegrano       | nie rozegrano       | nie rozegrano       | nie rozegrano | nie rozegrano | nie rozegrano | 3R            | 2R       |          |
| English Open                 | nie rozegrano       | nie rozegrano       | nie rozegrano       | A                   | 3R                  | 3R                  | 2R                  | 2R            | LQ            | 2R            | 3R            | LQ       |          |
| British Open                 | nie rozegrano       | nie rozegrano       | nie rozegrano       | nie rozegrano       | nie rozegrano       | nie rozegrano       | nie rozegrano       | nie rozegrano | 1R            | QF            | 2R            | 2R       |          |
| Xi'an Grand Prix             | nie rozegrano       | nie rozegrano       | nie rozegrano       | nie rozegrano       | nie rozegrano       | nie rozegrano       | nie rozegrano       | nie rozegrano | nie rozegrano | nie rozegrano | nie rozegrano | 2R       |          |
| Northern Ireland Open        | nie rozegrano       | nie rozegrano       | nie rozegrano       | A                   | 2R                  | 2R                  | 4R                  | 3R            | 1R            | LQ            | QF            | 1R       |          |
| International Championship   | WR                  | A                   | A                   | 1R                  | LQ                  | 3R                  | 1R                  | nie rozegrano | nie rozegrano | nie rozegrano | LQ            | 2R       |          |
| UK Championship              | A                   | A                   | A                   | A                   | 1R                  | 1R                  | 2R                  | 1R            | 1R            | LQ            | 1R            | LQ       |          |
| Shoot Out                    | nierankingowy Event | nierankingowy Event | nierankingowy Event | A                   | 1R                  | 1R                  | 1R                  | WD            | 2R            | 4R            | 1R            | 1R       |          |
| Scottish Open                | nie rozegrano       | nie rozegrano       | nie rozegrano       | A                   | 1R                  | 3R                  | 2R                  | 1R            | LQ            | LQ            | 1R            | 1R       |          |
| German Masters               | A                   | A                   | A                   | A                   | LQ                  | 2R                  | 1R                  | 1R            | LQ            | LQ            | 3R            | SF       |          |
| World Grand Prix             | NH                  | NR                  | DNQ                 | DNQ                 | DNQ                 | QF                  | DNQ                 | DNQ           | DNQ           | DNQ           | 1R            | 1R       |          |
| Players Championship         | DNQ                 | DNQ                 | DNQ                 | DNQ                 | DNQ                 | DNQ                 | DNQ                 | DNQ           | DNQ           | DNQ           | DNQ           | DNQ      |          |
| Welsh Open                   | A                   | A                   | A                   | A                   | 1R                  | 2R                  | 2R                  | 1R            | 2R            | QF            | LQ            | 3R       |          |
| World Open                   | 1R                  | nie rozegrano       | nie rozegrano       | A                   | LQ                  | 1R                  | LQ                  | nie rozegrano | nie rozegrano | nie rozegrano | 2R            | 1R       |          |
| Tour Championship            | nie rozegrano       | nie rozegrano       | nie rozegrano       | nie rozegrano       | nie rozegrano       | DNQ                 | DNQ                 | DNQ           | DNQ           | DNQ           | DNQ           | DNQ      |          |
| World Championship           | A                   | A                   | A                   | A                   | LQ                  | LQ                  | A                   | LQ            | LQ            | LQ            | LQ            | LQ       |          |

1. 1 2 3  Był amatorem.

### Dawne turnieje rankingowe
| Shanghai Masters   | WR            | WR            | WR            | 1R            | 1R            | nierankingowy | nierankingowy | nie rozegrano | nie rozegrano | nie rozegrano | nierankingowy | nierankingowy | 1R            |               |               |               |               |               |               |               |               |               |               |               |               |               |               |               |
| Indian Open        | A             | A             | NH            | A             | LQ            | 2R            | nie rozegrano | nie rozegrano | nie rozegrano | nie rozegrano | nie rozegrano | nie rozegrano | nie rozegrano | nie rozegrano | nie rozegrano | nie rozegrano | nie rozegrano | nie rozegrano | nie rozegrano | nie rozegrano | nie rozegrano | nie rozegrano | nie rozegrano | nie rozegrano | nie rozegrano | nie rozegrano |               |               |
| China Open         | WR            | WR            | 2R            | A             | 1R            | 1R            | nie rozegrano | nie rozegrano | nie rozegrano | nie rozegrano | nie rozegrano | nie rozegrano | nie rozegrano | nie rozegrano | nie rozegrano | nie rozegrano | nie rozegrano | nie rozegrano | nie rozegrano | nie rozegrano | nie rozegrano | nie rozegrano | nie rozegrano | nie rozegrano | nie rozegrano | nie rozegrano |               |               |
| Riga Masters       | NH            | Minor-Rank    | Minor-Rank    | A             | LQ            | LQ            | 2R            | nie rozegrano | nie rozegrano | nie rozegrano | nie rozegrano | nie rozegrano | nie rozegrano | nie rozegrano | nie rozegrano | nie rozegrano | nie rozegrano | nie rozegrano | nie rozegrano | nie rozegrano | nie rozegrano | nie rozegrano | nie rozegrano | nie rozegrano | nie rozegrano | nie rozegrano | nie rozegrano |               |
| China Championship | nie rozegrano | nie rozegrano | nie rozegrano | NR            | LQ            | QF            | 1R            | nie rozegrano | nie rozegrano | nie rozegrano | nie rozegrano | nie rozegrano | nie rozegrano | nie rozegrano | nie rozegrano | nie rozegrano | nie rozegrano | nie rozegrano | nie rozegrano | nie rozegrano | nie rozegrano | nie rozegrano | nie rozegrano | nie rozegrano | nie rozegrano | nie rozegrano | nie rozegrano |               |
| WST Pro Series     | nie rozegrano | nie rozegrano | nie rozegrano | nie rozegrano | nie rozegrano | nie rozegrano | nie rozegrano | RR            | nie rozegrano | nie rozegrano | nie rozegrano | nie rozegrano | nie rozegrano | nie rozegrano | nie rozegrano | nie rozegrano | nie rozegrano | nie rozegrano | nie rozegrano | nie rozegrano | nie rozegrano | nie rozegrano | nie rozegrano | nie rozegrano | nie rozegrano | nie rozegrano | nie rozegrano | nie rozegrano |
| Turkish Masters    | nie rozegrano | nie rozegrano | nie rozegrano | nie rozegrano | nie rozegrano | nie rozegrano | nie rozegrano | nie rozegrano | 2R            | nie rozegrano | nie rozegrano | nie rozegrano | nie rozegrano |               |               |               |               |               |               |               |               |               |               |               |               |               |               |               |
| Gibraltar Open     | nie rozegrano | nie rozegrano | MR            | A             | 1R            | SF            | 2R            | 1R            | 3R            | nie rozegrano | nie rozegrano | nie rozegrano |               |               |               |               |               |               |               |               |               |               |               |               |               |               |               |               |
| WST Classic        | nie rozegrano | nie rozegrano | nie rozegrano | nie rozegrano | nie rozegrano | nie rozegrano | nie rozegrano | nie rozegrano | nie rozegrano | 2R            | nie rozegrano | nie rozegrano | nie rozegrano |               |               |               |               |               |               |               |               |               |               |               |               |               |               |               |
| European Masters   | nie rozegrano | nie rozegrano | nie rozegrano | A             | 1R            | 1R            | LQ            | 1R            | 3R            | 1R            | LQ            | nie rozegrano | nie rozegrano |               |               |               |               |               |               |               |               |               |               |               |               |               |               |               |

### Dawne turnieje nierankingowe
| Turnieje                   | 2013 /14 | 2014 /15   | 2015 /16   | 2016 /17 | 2017 /18 | 2018 /19 | 2019 /20 | 2020 /21      | 2021 /22      | 2022 /23 | 2023 /24      | 2024 /25      | 2025 /26      |
| -------------------------- | -------- | ---------- | ---------- | -------- | -------- | -------- | -------- | ------------- | ------------- | -------- | ------------- | ------------- | ------------- |
| Six-red World Championship | A        | A          | RR         | 3R       | A        | A        | A        | nie rozegrano | nie rozegrano | LQ       | nie rozegrano | nie rozegrano | nie rozegrano |
| Haining Open               | NH       | Minor-Rank | Minor-Rank | 1R       | A        | A        | A        | NH            | A             | NH       | A             | nie rozegrano | nie rozegrano |

| Legenda tabeli wyników              | Legenda tabeli wyników       | Legenda tabeli wyników                     | Legenda tabeli wyników                                                              | Legenda tabeli wyników                     | Legenda tabeli wyników                     |
| ----------------------------------- | ---------------------------- | ------------------------------------------ | ----------------------------------------------------------------------------------- | ------------------------------------------ | ------------------------------------------ |
| LQ                                  | odpadnięcie w kwalifikacjach | #R                                         | odpadnięcie we wczesnej fazie turnieju (WR = runda dzikich kart, RR = faza grupowa) | QF                                         | przegrana w ćwierćfinale                   |
| SF                                  | przegrana w półfinale        | F                                          | przegrana w finale                                                                  | W                                          | zwycięstwo                                 |
| DNQ                                 | nie zakwalifikował/a się     | A                                          | nie brał/a udziału                                                                  | WD                                         | zrezygnował/a w trakcie turnieju           |
| Legenda oznaczeń w tabelach wyników |                              |                                            |                                                                                     |                                            |                                            |
| NH / Nie roz.                       | NH / Nie roz.                | Turniej nie odbył się.                     | Turniej nie odbył się.                                                              | Turniej nie odbył się.                     | Turniej nie odbył się.                     |
| NR / Nie-rank.                      | NR / Nie-rank.               | Turniej nie był zaliczany jako rankingowy. | Turniej nie był zaliczany jako rankingowy.                                          | Turniej nie był zaliczany jako rankingowy. | Turniej nie był zaliczany jako rankingowy. |
| R / Rank.                           | R / Rank.                    | Turniej był zaliczany jako rankingowy.     | Turniej był zaliczany jako rankingowy.                                              | Turniej był zaliczany jako rankingowy.     | Turniej był zaliczany jako rankingowy.     |
| MR / Minor-Rank.                    | MR / Minor-Rank.             | Turniej był zaliczany jako minor ranking.  | Turniej był zaliczany jako minor ranking.                                           | Turniej był zaliczany jako minor ranking.  | Turniej był zaliczany jako minor ranking.  |

## Finały kariery

### Finały Pro-am: 1 (1-0)
| Rezultat  |    | Rok  | Turniej      | Przeciwnik | Wynik |
| --------- | -- | ---- | ------------ | ---------- | ----- |
| Zwycięzca | 1. | 2019 | Huizhou Open | Pang Junxu | 5–2   |

### Finały amatorskie: 2 (1-1)
| Rezultat  |    | Rok  | Turniej                     | Przeciwnik          | Wynik |
| --------- | -- | ---- | --------------------------- | ------------------- | ----- |
| Finalista | 1. | 2015 | Asian Under-21 Championship | Akani Songsermsawad | 4–6   |
| Zwycięzca | 1. | 2017 | Asian Under-21 Championship | Fan Zhengyi         | 6–2   |